# هانجین ونزیا
هانجین ونزیا (به انگلیسی: Hanjin Venezia) یک کشتی است که طول آن ۲۶۵ متر (۸۶۹ فوت) می‌باشد. این کشتی در سال ۲۰۰۱ ساخته شد.